# Dingle
Pour les articles homonymes, voir Dingle (homonymie).
Dingle (en irlandais : An Daingean ou Daingean Uí Chúis) est une ville du comté de Kerry en Irlande. Elle se situe à l'extrême ouest du pays, sur la façade Atlantique, à 50 km au sud-ouest de Tralee et 80 km au nord-ouest de Killarney.

## Présentation

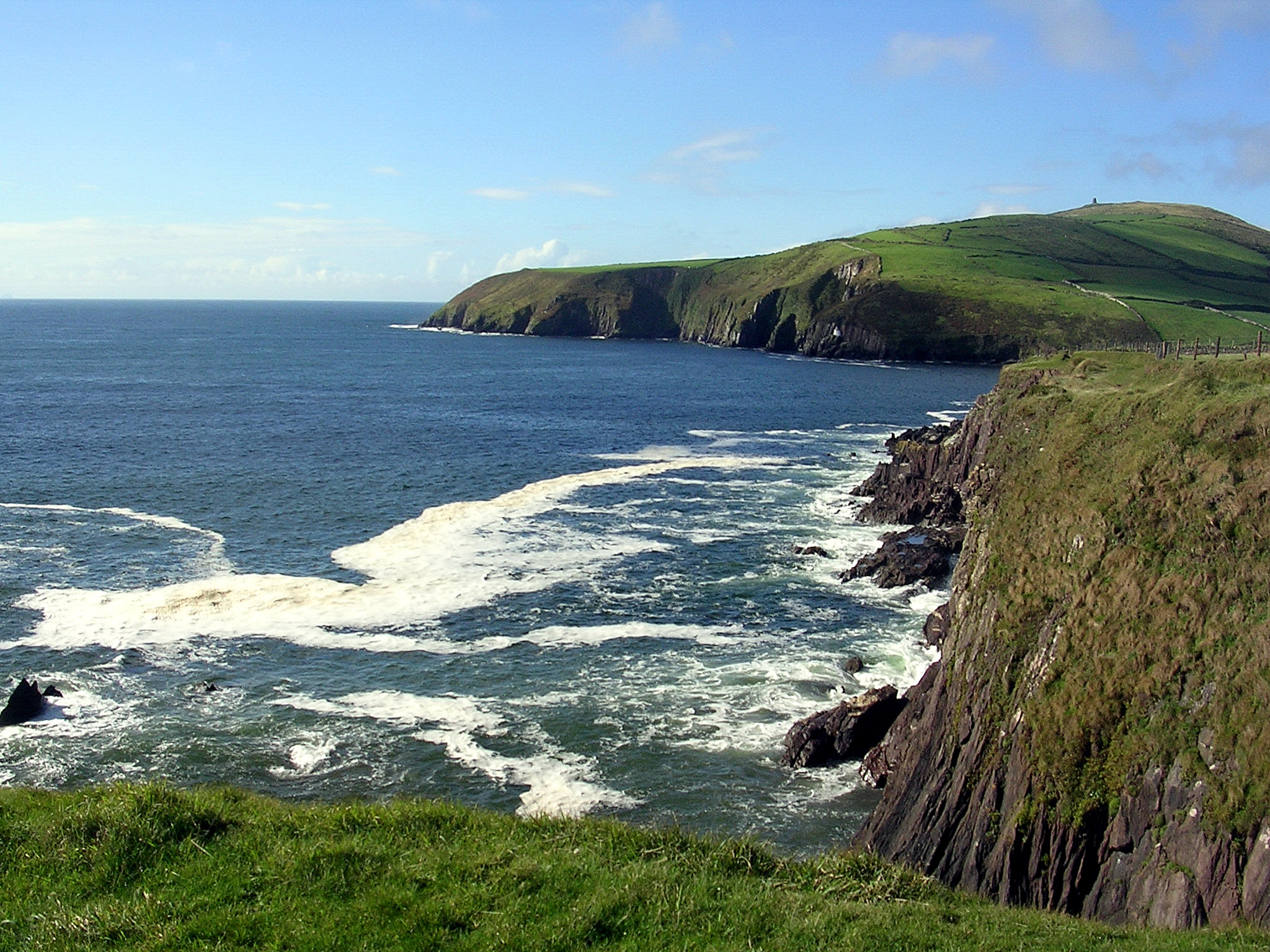
Falaises à la sortie de la ville

La ville est établie sur un port naturel adossé au mont Slievanea sur la péninsule de Dingle, qui s'étire au sud du fleuve Shannon et au nord du « Ring of Kerry ». Elle comptait 1 828 habitants en 2002, et 1 775 habitants en 2006, auxquels s'ajoutent 6 904 habitants de la zone rurale . 
Dingle se situe en secteur Gaeltacht (région où l’on parle l'irlandais) et vit essentiellement du tourisme, de la pêche et de l'agriculture. Elle compte de nombreux pubs, cafés et restaurants où il est possible d'écouter de la musique irlandaise. Depuis 1984, un dauphin baptisé Fungie constitue une attraction touristique : ayant élu domicile dans la baie, il accompagne les bateaux de visiteurs.
L'actuel presbytère marque l'emplacement de la maison de l'homme qui tenta de sauver la reine de France, Marie-Antoinette. Lord Rice, natif de Dingle et officier de la brigade irlandaise, projeta en effet en 1792 de faire évader la reine de France ; les préparatifs étaient fin prêts mais lorsqu'elle apprit qu'elle serait seule à prendre la fuite, abandonnant ainsi roi et enfants, elle aurait refusé de partir, préférant affronter son destin.

## Changement de nom

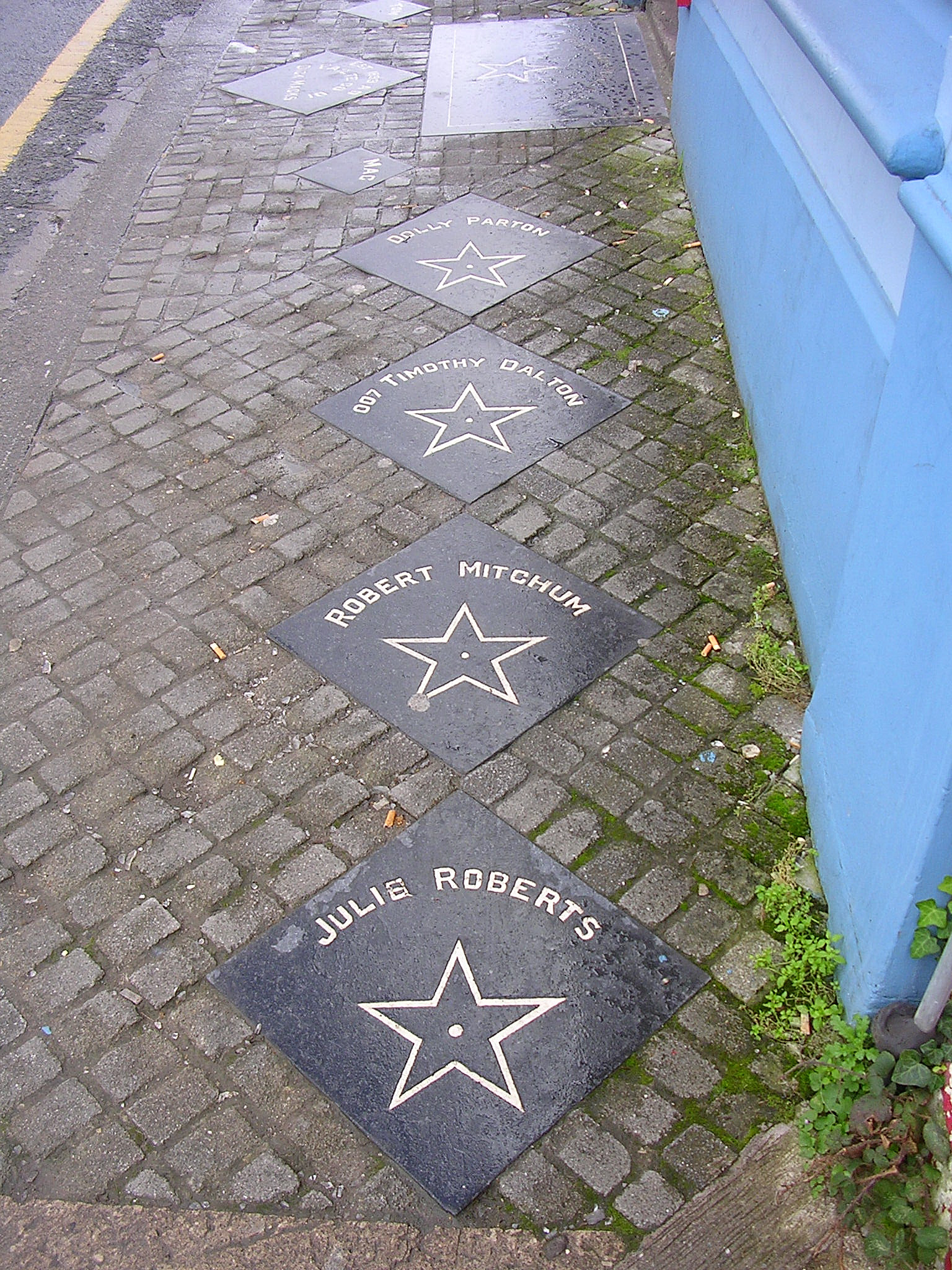
Imitation du célèbre Walk of Fame (Hollywood)

En 2005, Éamon Ó Cuív, ministre des Affaires de la Gaeltacht, annonce que la version anglicisée des lieux du Gaeltacht (dont Dingle fait partie) n'apparaîtront plus sur les panneaux de signalisation et seront remplacés par les noms irlandais. Le nom de Dingle est ainsi supprimé début 2005 au profit de An Daingean (l'emportant sur les versions antérieures de Daingean Uí Chúis ou An Daingean Mór).
Dans ce cas précis, le changement est soumis à controverse, la ville vivant pour une large part du tourisme et les résidents craignant que les touristes soient désorientés par la dispartition du nom de Dingle et son changement en An Daingean, qui ressemble à Daingean, dans le comté d'Offaly.
Les partisans du ministre rejettent cet argument en soulignant qu'il existe plusieurs villes en Irlande qui ont des noms voisins, voire parfaitement identiques, telles que Blackrock (que l'on retrouve dans les comtés de Louth, Cork, Galway et Dublin). Le ministre ajoute qu'un retour à la version anglaise serait possible à condition de retirer à Dingle son statut de ville du Gaeltacht, et les aides financières qui vont avec.
Le conseil du comté de Kerry organise en octobre 2006 un référendum sur le sujet, le choix d'une version bilingue arrive largement en tête. Le ministre affirme qu'il n'a pas le pouvoir d'agir d'après le résultat d'un référendum mais qu'il est prêt à examiner une requête du conseil du comté qui s'inscrit dans le cadre de la loi.

## Jumelages
- Tolfa (Italie) depuis 1974
- Santa Barbara (Californie) (États-Unis) depuis 2003